# وزوویانیت
وزوویانیت (به انگلیسی: Vesuvianite) با فرمول شیمیایی Ca10 (MgFe)2 Al4 [(OH)4-(SiO4)5-(Si2O7)2] از مجموعه کانی هاست و از کانیهای مشابه آن روتیل، اپیدت، گروسولار و زیرکن است. از نام vesuve که پیدایش شده گرفته شده است به آسانی ذوب شده و شیشه زرد متمایل به سبز می‌دهد - در اسیدها نامحلول است. متغیر دارای انکلوزیون‌های B2O۳ برای اولین بار در روسیه کشف شد و از نظر شکل بلور: منشوری - آسیکولار - بی پیرامیدال -، رنگ: قهوه‌ای - سبز - آبی - زرد- متمایل به قرمز، شفافیت: نیمه شفاف، شکستگی: نامساوی، جلا: شیشه‌ای - چرب، رخ: ناکامل - مطابق با و، سیستم تبلور: کوادراتیک و در رده‌بندی سیلیکات است و منشأ تشکیل آن دگرگونی مجاورتی - رگه‌های است.
همایند کانی‌شناسی (پارانژ) آن روتیل - اپیدوت - گروسولار - زیرکن- کلریت- دیوپسید- گرونا- اپیدوتتیپ آلپیایزومتریک است
، از نظر ژیزمان بلوری - آگرگات دانه‌ای - توده‌ای - شعاعی تقریباَ کمیاب است و بیشتر در آلمان غربی، ایتالیا، رومانی، چک اسلواکی، سوئیس، روسیه، اتریش، مکزیک و نروژ یافت می‌شود.
موارد مصرف: از نوع شفاف آن برای تولید زیورآلات استفاده می‌شود، مخصوصاً نوع کروم دار این کانی که بسیار شبیه به یشم سبز می‌باشد و لذا این کانی به بدل یشم سبز نیز معروف است.